# 一般化推定方程式
統計学において、一般化推定方程式（いっぱんかすいていほうていしき、generalized estimation equation, GEE）は、アウトカム間に未知の相関関係がある可能性のある一般化線形モデルのパラメータを推定するのに用いられる 。
共分散構造が誤って指定された場合でも、穏やかな正則性の条件下では、一般化推定方程式からのパラメータ推定値は一致している。 一般化推定方程式の焦点は、任意の個体に対する1つ以上の共変量を変更した効果の予測を可能にする回帰パラメータではなく、母集団全体の平均応答（「母集団平均」効果）を推定することにある。一般化推定方程式は通常、「ロバスト標準誤差」または「サンドイッチ分散」推定として知られる Huber-White 標準誤差推定とともに使用される。独立分散構造を持つ線形モデルの場合、これらは「不均一分散一致標準誤差」推定量として知られている。実際、一般化推定方程式は、これらの標準誤差推定量のいくつかの独立した定式化を一般的な枠組みに統合したものである。
一般化推定方程式は、最初の2つのモーメントのみの指定に依存するため、セミパラメトリックと呼ばれる回帰手法に属する。一般化推定方程式は分散構造の指定に敏感な尤度ベースの一般化線形混合モデルに対する一般的な代替手段である。セミパラメトリック回帰は、アウトカム間の測定不能な依存関係を扱うことができるため、大規模な疫学研究、特に多施設コホート研究で一般的に使用される。

## 定式化
被験者 {\displaystyle i} の時刻 {\displaystyle j} に対する平均モデル {\displaystyle \mu _{ij}}（回帰パラメータ {\displaystyle \beta _{k}} の関数）と分散構造 {\displaystyle V_{i}} を用いて、推定方程式を次のように定式化することができる。
{\displaystyle U(\beta )=\sum _{i=1}^{N}{\frac {\partial \mu _{i}}{\partial \beta }}V_{i}^{-1}\{Y_{i}-\mu _{i}(\beta )\}\,\!}
パラメータ {\displaystyle \beta _{k}} は {\displaystyle U(\beta )=0} を解くことによって推定され、ニュートン法によってその解を得る。分散構造は、パラメータ推定の効率を向上させるよう選択される。パラメータ空間における一般化推定方程式の解のヘッセ行列を使用して、ロバストな標準誤差推定を計算できる。分散構造 variance structure という用語は、サンプル内のアウトカム Y 間の共分散行列の代数形式を意味する。独立性、交換可能性、自己回帰性、定常m-依存性、非構造性が含まれる。 GEE回帰パラメータに関する最も一般的な推論形式は、ナイーブまたはロバストな標準誤差を使用するWald検定だが、対立仮説の下で情報の推定値を取得することが難しい場合は、スコア検定が望ましい。推定方程式は必ずしも尤度方程式ではないため、尤度比検定は妥当性を欠く。モデル選択には、赤池情報量基準（AIC）に相当する独立モデル基準（QIC）の疑似尤度 Quasilikelihood under the Independence model Criterion (QIC) を用いることができる。

### 一般化モーメント法との関係
一般化推定方程式は、一般化モーメント法（GMM）の特殊なケースである。この関係は、スコア関数が次の方程式を満たすとことから明らかである。{\displaystyle \mathbb {E} [U(\beta )]={1 \over {N}}\sum _{i=1}^{N}{\frac {\partial \mu _{i}}{\partial \beta }}V_{i}^{-1}\{Y_{i}-\mu _{i}(\beta )\}\,\!=0}

## 計算
一般化推定方程式を解くためのソフトウェアとして以下の者が挙げられる。
- MATLAB [7]
- SAS: proc genmod [8]
- SPSS: gee プロシージャ[9]
- Stata: xtgee コマンド[10]
- R: パッケージ gee [11]、geepack [12]、multgee [13]
- Python: パッケージ statsmodels [14]

二項相関データ と順序相関データについて、ソフトウェアパッケージ間の違いが提示されている。